# Eisenbahnunfall von Ludhiana (2003)
Bei dem Eisenbahnunfall von Ludhiana brannten am 15. Mai 2003 nahe der indischen Stadt Ludhiana drei Schlafwagen aus. 36 Menschen starben.

## Ausgangslage
Der Schnellzug Nr. 2903 Frontier Golden Temple Mail befand sich auf der Fahrt von Mumbai nach Amritsar. Die Türen der Schlafwagen waren teilweise durch Gepäck blockiert und die Fenster vergittert – eine übliche Schutzmaßnahme gegen Diebstähle und Überfälle. Auf Liege 22 im Schlafwagen S-4 des Zuges lag ein Gepäckstück, das brennbares und explosives Material enthielt.

## Unfallhergang
Das Feuer brach gegen 3:55 Uhr aus, nachdem der Zug in Ladawal gehalten hatte, als sich das Gepäckstück mit dem brennbaren und explosiven Material entzündete. Der Brand griff rasch auf die angrenzenden Wagen S-3 und S-5 über, die ausbrannten, ein vierter wurde beschädigt. Allein im Wagen S-4 starben 34 Menschen. Die brennenden Wagen wurden zunächst vom Rest des Zuges abgehängt, der seine Fahrt Richtung Amritsar fortsetzte. Die Löscharbeiten dauerten drei Stunden.

## Folgen
36 Menschen starben, 16 weitere wurden verletzt.

## Weiter wissenswert
Der Schnellzug „Frontier Golden Temple Mail“ war bereits am 26. November 1998 in einen schweren Eisenbahnunfall verwickelt, bei dem  209 Menschen starben. 
Ein weiterer Unfall, bei dem ein Schlafwagen in Brand geriet, war der Eisenbahnunfall von Nancy.